# غويوان
غويوان مدينة ساحلية تقع في مقاطعة سامار الشرقية في إقليم بيسايا الشرقية في الفلبين، تُعد واحدة من أقدم المستوطنات الإسبانية في المنطقة، وتتميز بموقعها الاستراتيجي على الطرف الجنوبي الشرقي لجزيرة سامار، حيث تطل على المحيط الهادئ.

## نبذه
تشتهر المدينة بشواطئها الرملية البيضاء، ومواقع الغوص، والشعاب المرجانية الغنية بالحياة البحرية، إضافة إلى جزر قريبة مثل جزيرة كالِكوغان وجزيرة سيارغاو الصغيرة، كما تضم غويوان عدداً من المعالم التاريخية، من بينها كنيسة القديس لورينزو التي تعود للعهد الإسباني.
يُعتبر الصيد والزراعة والسياحة من الأنشطة الاقتصادية الرئيسية في المدينة، وتستضيف غويوان سنوياً مهرجانات محلية تعكس الثقافة البحرية والتراث الكاثوليكي للمنطقة.